# Bahnhof Plattling
Bahnhof Plattling vasútállomás Németországban, Bajorország tartományban. A német vasútállomás-kategóriák közül a harmadik csoportba tartozik.

## Vasútvonalak
Az állomást az alábbi vasútvonalak érintik:
- Passau Hbf–Obertraubling railway
- Landshut (Bay) Hbf–Bayerisch Eisenstein railway

## Forgalom
| Járat  | Útvonal | Gyakoriság       |
| ------ | --- | ---------------- |
| ICE 91 | (Dortmund – Köln – Koblenz–) Frankfurt – Würzburg – Nürnberg – Regensburg – Plattling – Passau – Wien                                         | kétóránként      |
| IC 31  | (Fehmarn-Burg / Kiel –) Hamburg – Bremen – Dortmund – Köln – Koblenz – Frankfurt – Nürnberg – Regensburg Hbf – Straubing − Plattling – Passau | bizonyos vonatok |
| RE     | DONAU-ISAR-EXPRESS München Hbf – Freising – Landshut – Plattling – Passau                                                                     | óránként         |
| ag     | Neumarkt (Oberpfalz) – Parsberg – Regensburg Hbf – Straubing – Plattling                                                                      | óránként         |
| WBA 1  | Plattling – Deggendorf – Zwiesel – Bayerisch Eisenstein                                                                                       | óránként         |

## Kapcsolódó állomások
A vasútállomáshoz az alábbi állomások vannak a legközelebb:
- Osterhofen (Niederbay)
- Straßkirchen
- Wallersdorf
- Pankofen